# Marinésien
Cet article court présente un sujet plus développé dans : Bartonien.
Le Marinésien est une subdivision de l'échelle des temps géologiques, équivalent au sous-étage du Bartonien inférieur. Son stratotype est caractérisé par les sables d’Auvers-sur-Oise et de Marines.

En région parisienne, ce niveau stratigraphique ne concentre qu'une faible quantité d'espèces fossiles. 